# Estearato de magnésio
O estearato de magnésio é um composto químico usado como excipiente na indústria farmacêutica.